# Flaithbertach mac Loingsig
Flaithbertach mac Loingsig (... – Armagh, 765) era figlio di Loingsech mac Óengusso dei Cenél Conaill, ramo degli Uí Néill del nord.
Divenne Re supremo d'Irlanda dopo aver sconfitto e ucciso il precedente sovrano supremo, Cináed mac Írgalaig dei Síl nÁedo Sláine, nella battaglia di Druim Corcain nel 728. Per la maggior parte del suo regno, il suo potere fu contestato da Áed Allán dei Cenél nEógain. Dopo una serie di battaglie,  Flaithbertach fu deposto, oppure abdicò, entrando nel monastero di Armagh, dove morì nel 765.
Fu l'ultimo membro del Cenél Conaill ad essere considerato Re Supremo d'Irlanda.